# Mann von Obenaltendorf

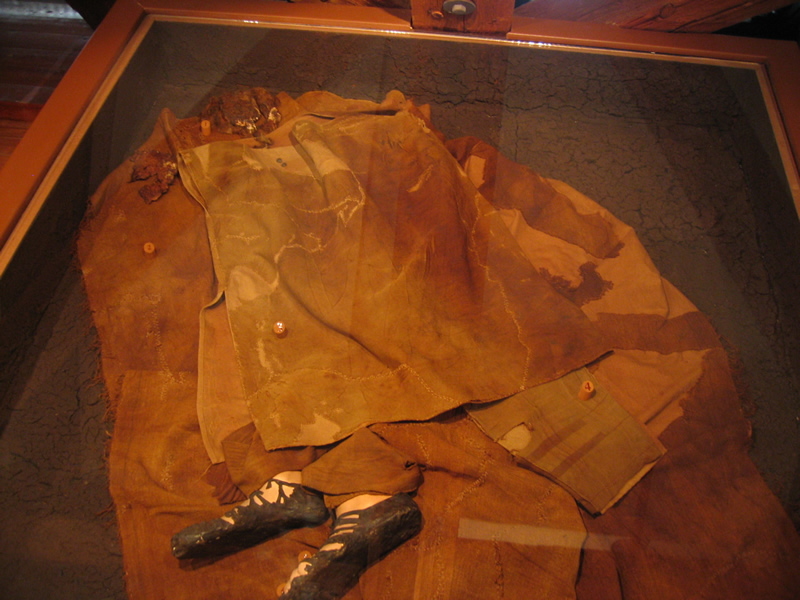
Der Mann von Obenaltendorf

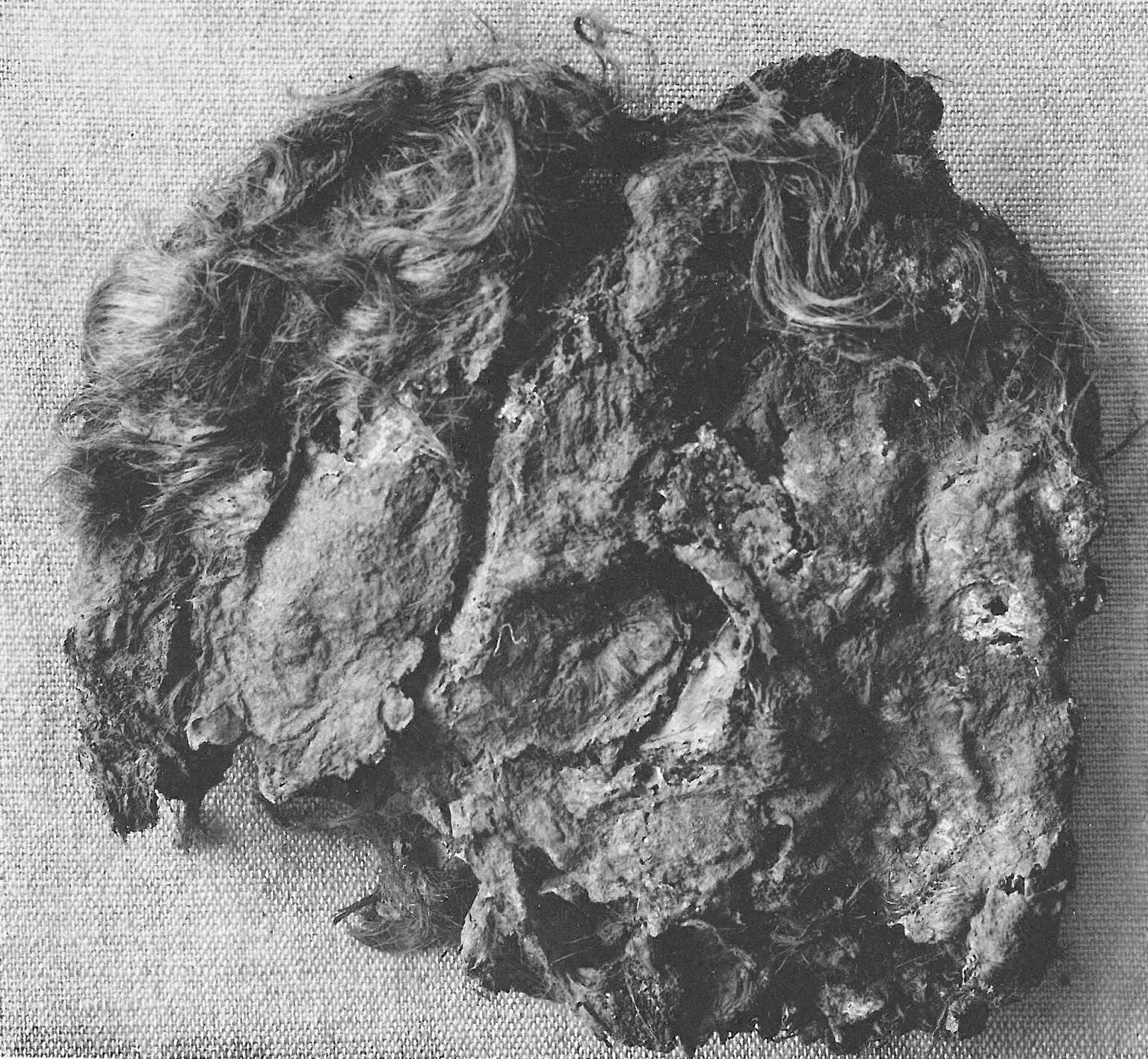
Der Kopf des Mannes von Obenaltendorf auf einer frühen Fotografie

Der Mann von Obenaltendorf ist die Moorleiche eines Mannes aus dem 3. Jahrhundert, die im Mai 1895 beim Torfstechen im Kehdinger Moor in Obenaltendorf, Gemeinde Osten (Oste) im Landkreis Cuxhaven, Niedersachsen, gefunden wurde. In der Fachliteratur wird der Ort fälschlicherweise häufig auch als Oberaltendorf bezeichnet.
Die Reste des Mannes von Obenaltendorf sind heute im Schwedenspeicher-Museum in Stade ausgestellt.

## Fundumstände
Am 24. Mai 1895 stieß ein Arbeiter beim Torfstechen auf die Leiche. In der Meinung, es handele sich um einen Tierkadaver, zerschnitt er sie mit dem Spaten und warf die untere Körperhälfte zunächst beiseite. Beim Weitergraben stieß er auf Kleidung und Haare und erkannte die menschlichen Überreste. Der im nahe gelegenen Schulhaus unterrichtende Lehrer H. Meyer erfuhr von dem Fund und eilte sofort aus dem Unterricht zur Fundstelle. Er begutachtete die freigelegten Überreste, erkannte die historische Bedeutung des Fundes, ließ die Fundstelle absperren und sammelte die herumliegenden Teile ein. In mehrtägiger Arbeit grub er, da ihm niemand helfen wollte, alleine die zerschnittenen Leichen- und Kleidungsteile aus und barg sie. Meyer beobachtete und notierte bei seiner Grabung außerdem weitere Details in unmittelbarer Umgebung um die Leiche wie Pflanzenteile von Heidekraut, die normalerweise in dieser Tiefe nicht mehr vorkommen. Einige dieser Pflanzenteile wiesen mit ihrer Unterseite nach oben, was auf umgedrehte Erdklumpen durch eine Bestattung des Leichnams hindeuten kann. Nach der Ausgrabung verkaufte Meyer Bundschuhe, Kleidung und Anhänger an den Uhrmachermeister Jarck, den Leiter des Museums in Stade. Noch drei Wochen später grub Meyer immer noch alleine an der Fundstelle und förderte weitere Kleidungsreste, Knochen und Weichteile zu Tage. Für einen Tag kam lediglich Prof. Carl Albert Weber von der Preußischen Moorversuchsstation in Bremen vorbei, fertigte einige Fotografien an und entnahm der Fundstelle Torfproben für pollenanalytische Untersuchungen. Der Stader Museumsleiter Jarck bat das Landesmuseum Hannover um Hilfe bei der Konservierung der erworbenen Leichenteile und Textilien, dort gab es aber keine Möglichkeiten und er wurde an Ludwig Lindenschmit vom Germanischen Museum in Mainz verwiesen, wohin er schließlich die Schuhe und Kleidung zur Konservierung schickte.
Etwaiger Fundort: 53° 43′ 44″ N, 9° 16′ 8″ O
Der Verbleib der einzelnen Leichenteile lässt sich aus den vorhandenen Akten nicht mehr sicher rekonstruieren. Meyer versuchte die Leiche vergeblich an das Provinzialmuseum in Hannover zu verkaufen. Aus nicht mehr ermittelbaren Gründen erwarb ein Händler kurze Zeit später das Skelett der Moorleiche, das er vermutlich zu Mumia verarbeitete. Erst 1919 tauchten einige weitere Teile der Leiche wieder auf.

## Befunde

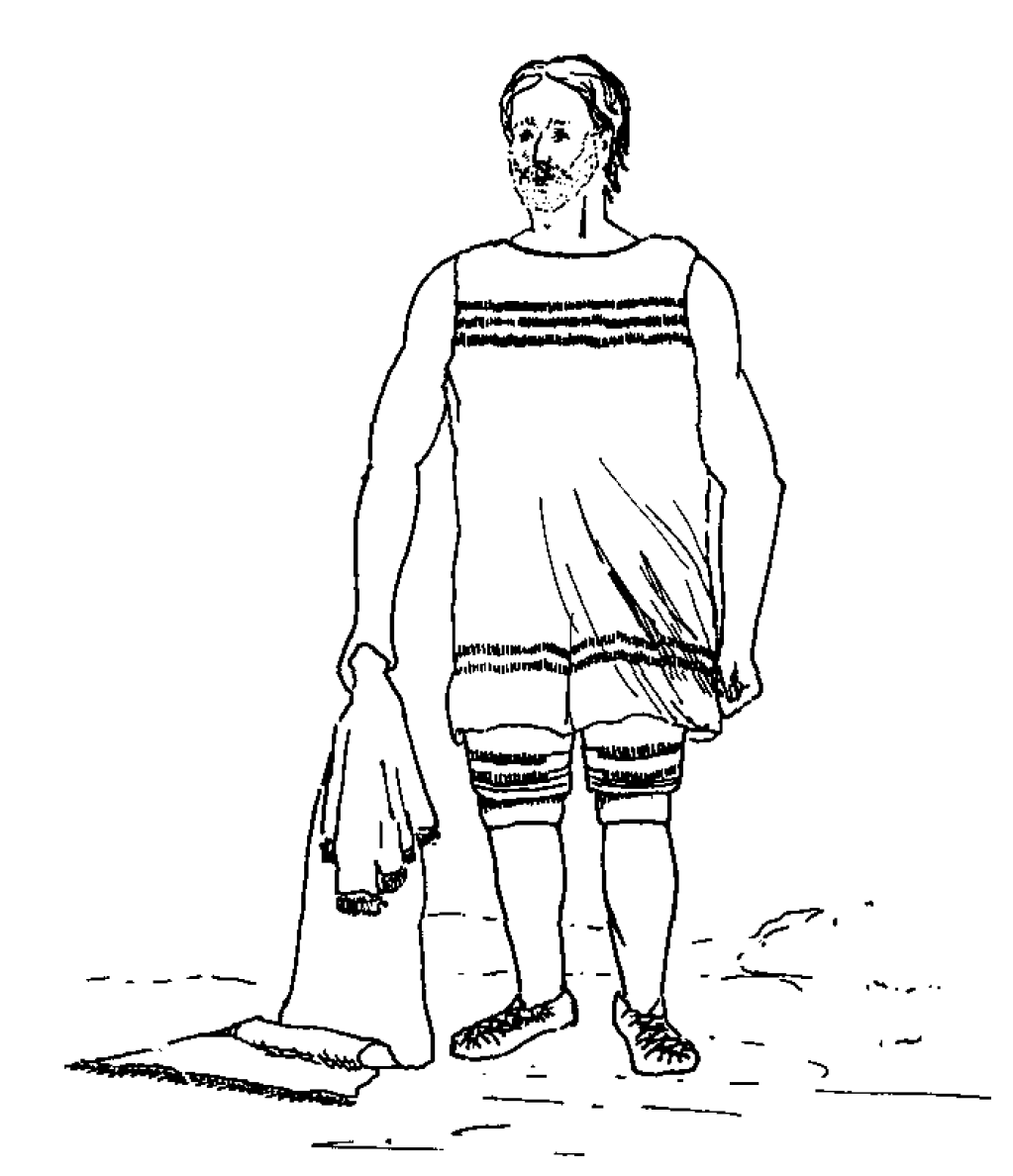
Zeichnerische Rekonstruktion der Kleidung des Mannes von Obenaltendorf

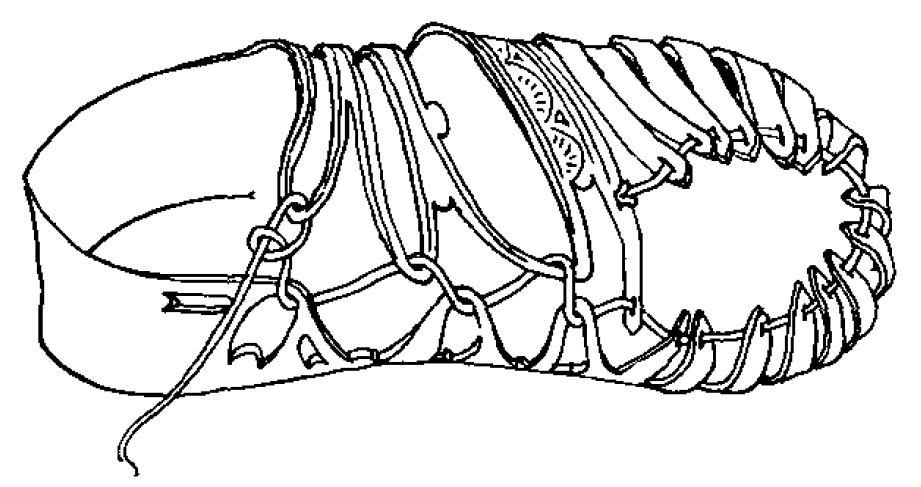
Zeichnerische Rekonstruktion des linken Bundschuhes

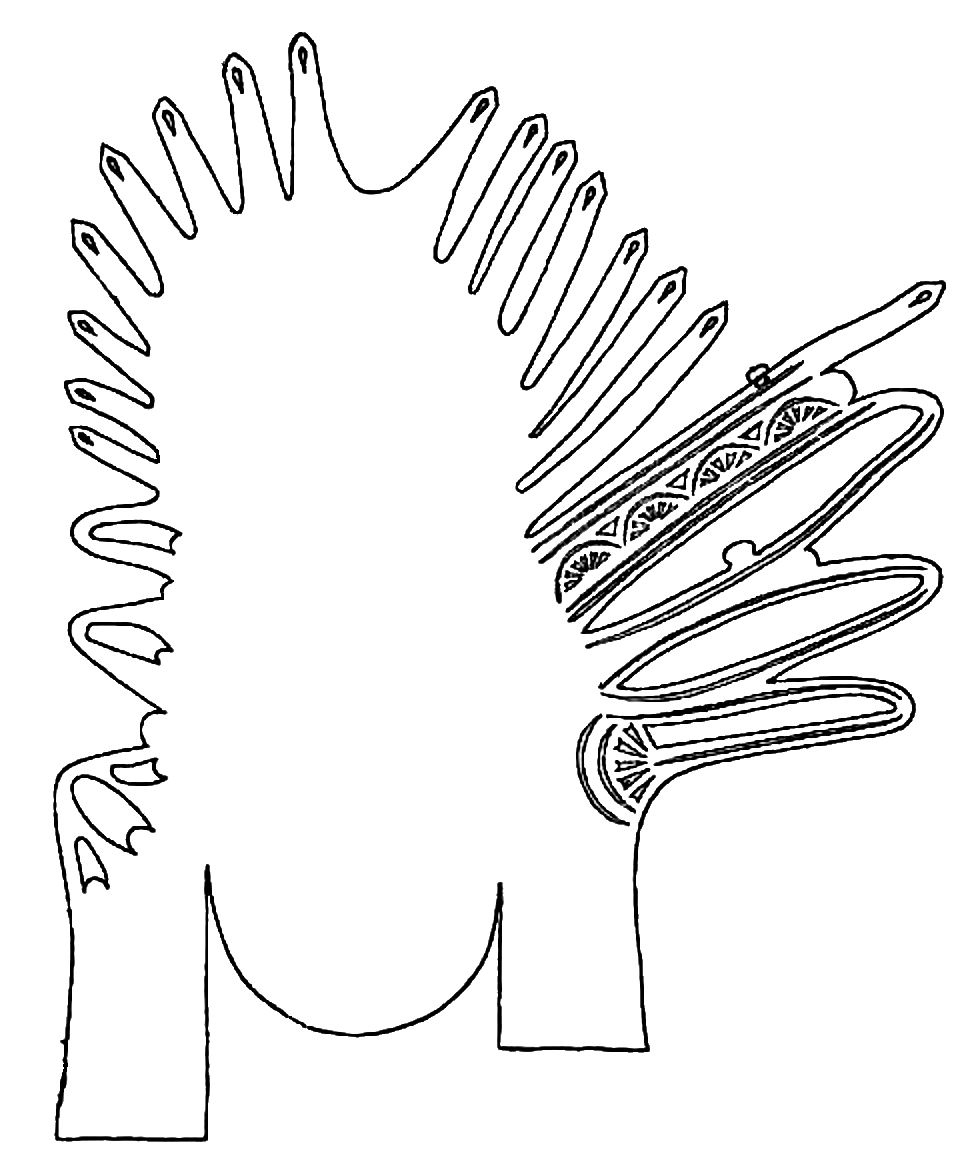
Schnittmuster des linken Bundschuhes

Die Leiche des älteren Mannes lag in etwa 2 m Tiefe unter der Oberfläche in Süd-Nord-Ausrichtung auf der rechten Seite mit leicht angezogenen Knien. Durch die Umstände vor der Bergung ist die Leiche in viele Teile zerlegt. Die an den Körperteilen verbliebene Haut ist jedoch zäh und intakt und von brauner Farbe. Die Weichteile und Knochen der durch den Bodendruck flachgedrückten Leiche haben sich aufgrund der Moorsäuren in eine weiße talgartige Masse verwandelt. Besonders gut erhalten sind die halblangen, durch die Moorsäure farblich veränderten, tiefblonden, fast rötlichen Haare auf dem Kopf des Mannes, mit einer kleinen Scheitelglatze. Der Bart des Mannes ist kurzgeschoren, das Kinn wurde nur wenige Tage vor dem Tod noch rasiert. Da Lehrer Meyer die Haut der Leiche als so zäh beschrieb, dass er sie mit einem scharfen Taschenmesser nicht einschneiden konnte, ist davon auszugehen, dass die Leiche bereits längere Zeit nahe der Schnittkante im Torf lag und bei der Auffindung bereits etwas ausgetrocknet war. Eine Notiz vom Stader Museumsleiter Jarck an das Landesmuseum Hannover gibt Auskunft über die Größe des Mannes, demnach war das Skelett 7 Fuß lang, etwa 2 Meter, diese Angabe konnte durch Berechnungen eines erhaltenen, 50 cm langen Oberschenkelknochens bestätigt werden. Bei der Auffindung und 15 Jahre danach zeigten Knochen des linken Beins Anzeichen einer möglichen Knochenvereiterung, was aber nicht mehr zuverlässig bestätigt werden konnte.
Der Tote war ursprünglich nur von einer dünnen Moorplaggenschicht bedeckt, nach seiner Beisetzung wuchs über ihm das Hochmoor noch 2 bis 3 m höher.

### Kleidung
Der Mann von Obenaltendorf ist mit seiner vollständigen Kleidung aus fein gewebter Wolle und Schuhen in das Moor gekommen, die durch das Torfstechen mehrfach zerschnitten wurde. Er war mit einem ärmellosen Kittel, einer Kniehose und Wadenwickeln um den Beinen bekleidet. Diese Kleidung gibt einen seltenen Einblick in die Mode des 2. und 3. Jh. nach Chr. Alle Textilien waren in Leinwandbindung gewebt. Der Mann lag in einem 173 × 253 cm großen Wollmantel eingehüllt. Der Mantel besaß keine besondere Gewebeanfangs- oder Endkante, die heraushängenden Kettfäden waren zu 5 cm langen Fransen verdreht. Etwa 1 cm von der Anfangs- und Endkante verläuft ein etwa 1 cm breiter Webstreifen aus dunklerer Wolle. Der ärmellose Kittel war oben und unten mit je drei eingewebten, dunkleren Streifen verziert. Die Reste der Hose waren am schwierigsten zu identifizieren, sie wurden zunächst für eine Hose, dann für eine Tasche, einen Beutel, eine Mütze oder einen Ärmel gehalten und schließlich als Hose identifiziert. Sie war sorgfältig genäht, wies aber viele Webfehler auf und hatte an den Beinen je zwei eingewebte, ursprünglich blaue Querstreifen. Diese Querstreifen begannen und endeten nicht am Geweberand, sondern im Gewebe. Der Hosenstoff wies ein Loch auf, das zu Lebzeiten des Mannes bereits mit einem Flicken verschlossen war, wie Nahtspuren im Wollgewebe beweisen. Der Nähfaden des Flickens bestand höchstwahrscheinlich aus Leinen und ist im sauren Moormilieu vergangen. Der Flicken selbst ist ebenfalls nicht mehr erhalten. Die beiden Wickelbinden hatten eine Länge von je 75 cm und Breiten zwischen 14,5 und 17 cm. Sie waren zusammen auf einem Stück Tuch gewebt und durch einen Längsschnitt aus dem Tuch geschnitten. Beide Wickelbinden weisen auf einer Seite Webkanten und auf den übrigen Seiten versäuberte Schnittkanten auf. Deutliche Tragespuren und Knitterfalten im Gewebe machten es möglich, die Trageweise der Wickelbinden sicher zu rekonstruieren.
Die Füße steckten in Bundschuhen, die aus einem Stück behaarter Lederhaut geschnitten worden waren. Die Bundschuhe wurden mit einem durch zahlreiche feine Laschen über dem Fuß zusammengezogenem Band verschlossen. Die Laufsohlen der Schuhe waren durchgelaufen und mit untergenähten Lederflicken repariert, die Nähte der Flicken waren sorgfältig versenkt, um die Naht vor Verschleiß zu schützen. Einige Laschen der Schuhe waren mit eingepunzten Mustern verziert.

### Schmuck
Die einzigen Metallgegenstände, die der Mann bei sich hatte, waren zwei kleine, ca. 1,5 cm große Kapselanhänger aus Silberblech, ähnlich den römischen bullae. Sie bestehen aus einem achtförmigen, umgebogenen Silberblech, in das ein schmaler Streifen aus Silberblech mit einem gelben Lot eingelötet ist. Die Henkel der Kapseln sind einseitig mit eingeprägten Streifen und Kreuzlinien verziert. Die Trageweise dieser Anhänger lässt sich nicht mehr rekonstruieren.

### Datierung
Die erste und lange Zeit gültige Datierung erfolgte durch Hans Hahne. Aufgrund von Vergleichsfunden aus Norddeutschland datierte er die beiden Silberkapseln typologisch um das Jahr 200 n. Chr. Eine 14C-AMS-Datierung einiger Kopfhaare des Mannes und einiger Wollfäden aus seiner Kleidung ergab einen Todeszeitpunkt zwischen 260 und 380 nach Chr.

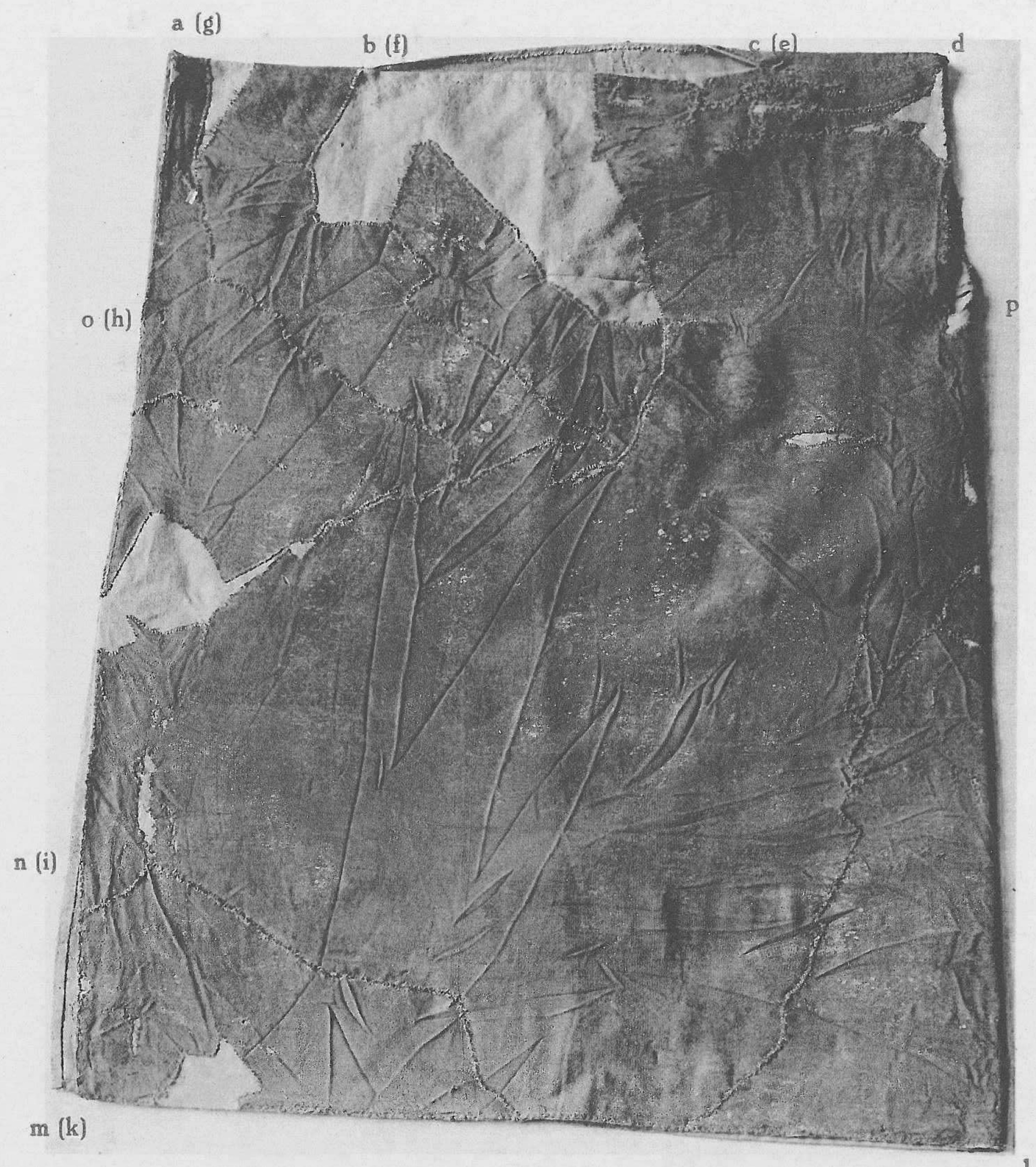
Kittel
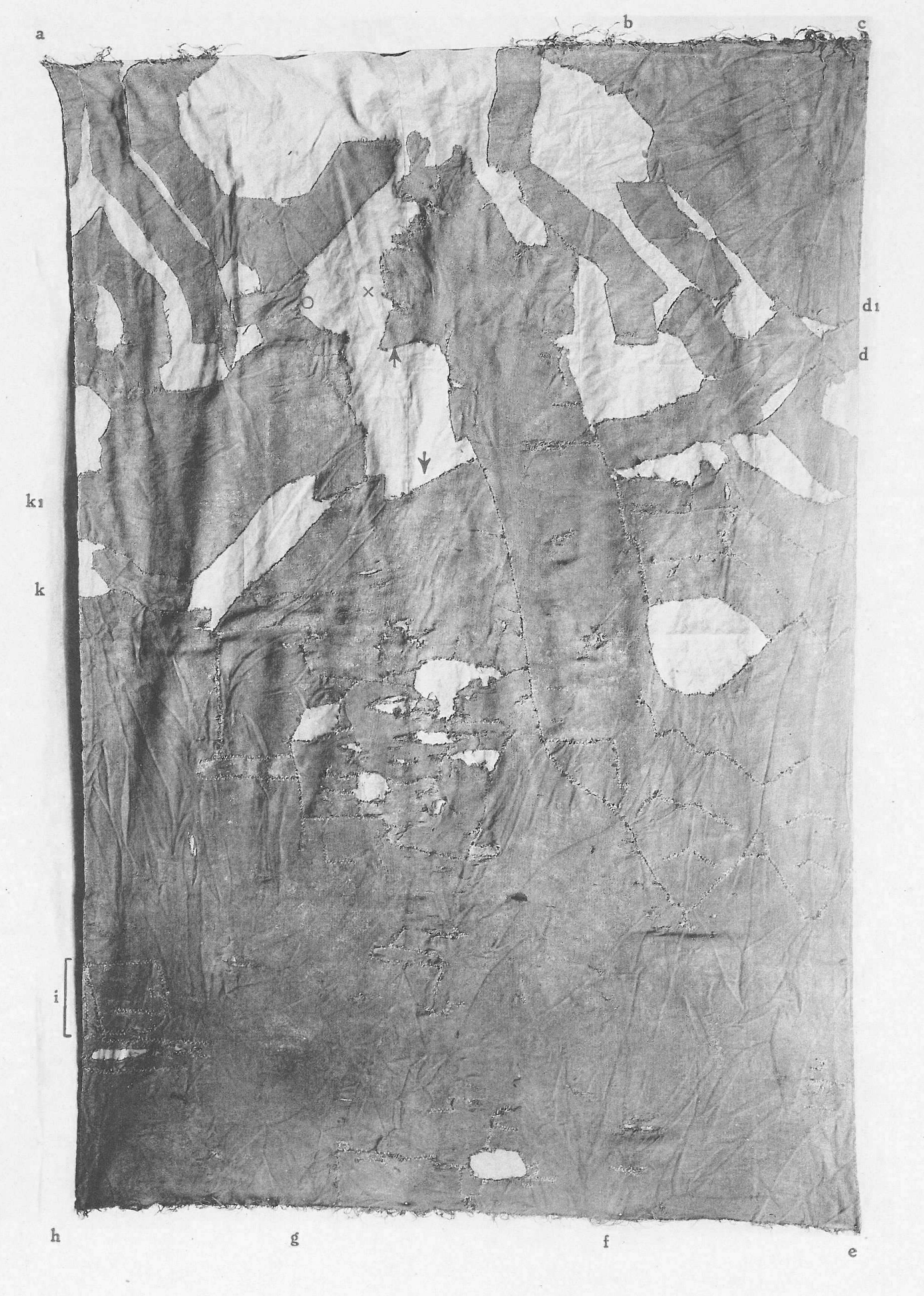
Rechteckmantel

## Deutung
Rätselhaft bleibt, warum der Mann etwa 4 Kilometer fernab der nächsten Siedlung, dem heutigen Altendorf, beigesetzt wurde, die damals einen eigenen Bestattungsplatz hatte. Eine gewaltsame Tötung des Mannes ist aufgrund der Fundumstände auszuschließen, da er mit seiner gesamten Kleidung und zwei wertvollen Schmuckanhängern in seinen Mantel eingeschlagen in einer Grube beigesetzt wurde.